# جون موريلو
جون موريلو (بالإسبانية: Jhon Murillo)‏ (4 يونيو 1995 بفنزويلا - ) هو مدرب كرة قدم ولاعب كرة قدم فنزويلي في مركز الهجوم. شارك مع منتخب فنزويلا تحت 20 سنة لكرة القدم ومنتخب فنزويلا لكرة القدم. أما مع النوادي، فقد لعب مع نادي بنفيكا ونادي تونديلا ونادي زامورا ونادي قاسم باشا.

## روابط خارجية
- جون موريلو على موقع اتحاد تركيا (لاعب) (الإنجليزية)
- جون موريلو على موقع قاعدة بيانات كرة القدم.إي يو (الإنجليزية)
- جون موريلو على موقع ناشيونال فوتبول تيمز (الإنجليزية)
- جون موريلو على موقع Soccerway.com (الإنجليزية)
- جون موريلو على موقع عالم كرة القدم.نت (الإنجليزية)
- جون موريلو على موقع AS.com (الإسبانية)